# Ehrgeiz: God Bless the Ring
Ehrgeiz: God Bless the Ring (Japans: エアガイツ; Eagaitsu), is een computerspel dat in 1998 uitkwam als arcadespel en voor de Sony PlayStation. Het spel is een vechtspel. De bedoeling is om als winnaar van het tournament het legendarische wapen "Ehrgeiz" te winnen. De speler kan zijn karakter kiezen uit tien personages.

## Platforms
| Jaar | Platform            |
| ---- | ------------------- |
| 1998 | PlayStation, Arcade |
| 2008 | PSP, PlayStation 3  |
| 2012 | PS Vita             |

## Ontvangst
| Beoordeeld door      | Platform    | Datum            | Score |
| -------------------- | ----------- | ---------------- | ----- |
| Absolute Playstation | PlayStation | april 1999       | 97%   |
| PSX Extreme          | PlayStation | 1999             | 94%   |
| Game Revolution      | PlayStation | 1 mei 1999       | 91%   |
| Game Chronicles      | PlayStation | 29 juni 1999     | 88%   |
| Freak                | PlayStation | februari 1999    | 72%   |
| Jeuxvideo.com        | PlayStation | 25 februari 2000 | 70%   |
| Power Unlimited      | PlayStation | maart 2000       | 69%   |
| VicioJuegos.com      | PlayStation | 28 november 2006 | 69%   |
| Super Play           | PlayStation | februari 2000    | 60%   |
| GameSpot             | PlayStation | 30 mei 1999      | 58%   |